# Eupterote translata
Eupterote translata är en fjärilsart som beskrevs av Swinhoe 1885. Eupterote translata ingår i släktet Eupterote och familjen Eupterotidae. Inga underarter finns listade i Catalogue of Life.